# モンマス帽

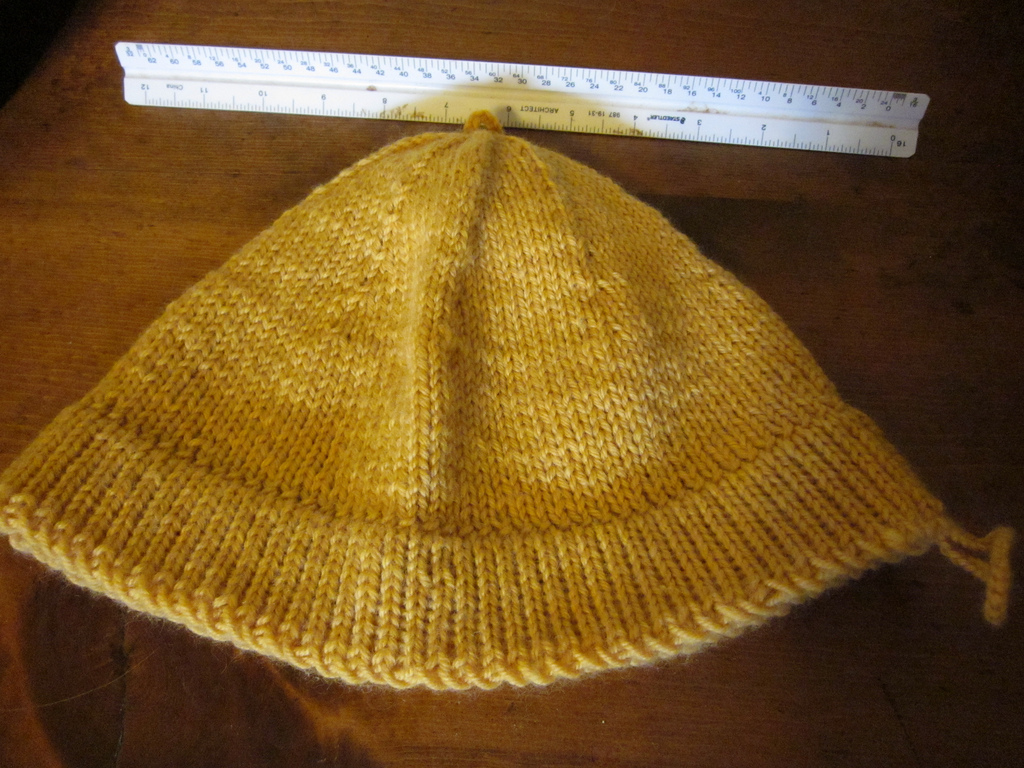
モンマス帽の例

モンマス帽（モンマスぼう、英: Monmouth cap）はウール製の帽子。15世紀から18世紀にかけて流行し、ウェールズ南東の町モンマスゆかりの製品である。この丸型の編み物の帽子は軍人や水夫に使われ、各国へ輸出された。
ヘレフォードシャーとモンマスシャーの境にあるスランギアには「モンマス・キャップ」という地名がある。これは、かつてあったコーチング・イン（街道沿いの、乗り継ぎ用の馬を交換する宿）の名からきたものである。

## 歴史
14世紀初め、モンマスの北隣にあるアーチェンフィールドはそのライランド羊からとれる高品質なウールで有名になった。このウールは上質なフェルトの材料として理想的であり、セヴァーン川河口から 29 キロメートル内陸のワイ川に面すモンマスに近いという立地は、この地域の製品がより広い市場へ容易に提供されることを可能にした。モンマスおよび周辺の手編み工による帽子工場は15世紀までには充分発達し、その頃の裁判記録からは Capper（帽子職人）という苗字が町でありふれたものだったことが分かる。帽子職人や手編み工は、一般に男であり、織工ギルド (Weaver's Guild) に所属し、親方評議会 (Council of Master Craftsmen) から監督されていたかもしれない。モンマス帽の商いは「帽子職人の町」(Cappers' town) として一時は知られたオーバーモノウ地域で特に活発だったと考えられる。しかしモンマスでのペスト禍の後、いずれかの時点で多くの商いはウスターシャーのビュードリーに移ったことが、古物研究の事例から窺える。

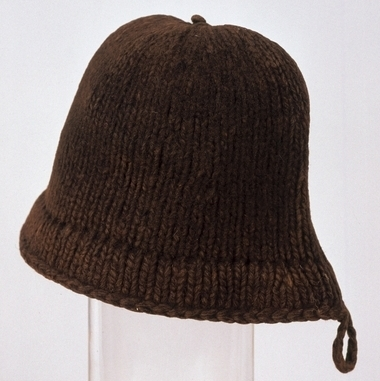
16世紀の製品として唯一現存するモンマス帽（モンマス博物館所蔵）

この帽子が最も流行したのは15世紀から16世紀にかけてである。モンマス帽は当時の兵士、水夫、労働者たちにとって必携のアイテムとなり、被るのが当たり前とみなされるほど広く使われた。19世紀の百科事典によると、一時は「イングランド及びウェールズ住人のかなりの割合によって使われた。」1488年の帽子条例 (Cappers Act) は、イングランド国内での外国製帽子の着用を禁じ、その罰金を定めた。さらにエリザベス1世の治世、1571年の条例は次のように定めている。すなわち、イングランドの市、町、村、部落に住む6歳以上の全て（ただし未婚女性、貴婦人、名士、twenty marks land の全ての領主、騎士、紳士階級は除く）は祝祭日（ただし旅行中は除く）に「イングランドで編まれ仕上げられたウール製帽子を被らなければならない。すなわち、我が国で作られ、指定の帽子製造業者が仕上げたものでなくてはならず、違反した場合その一日につき3シリング4ペンスの罰金を科す。」この法律は国内製造業の保護を目的としたものだが、背景にはモンマス帽の流行が廃れ、外国製の新しい帽子に取って代わられようとする事情があった。この法律は、実効性が無いとして1597年に廃された。
知られる限り最も古い「モンマス帽」の記録は1576年、グッドリッチ城のギルバート・タルボットから父のシュルーズベリー伯ジョージ・タルボットに宛てた、新年の贈物の帽子に添えられた書状である。その頃までには、この帽子は呼び名が付けられるほどに普及し、貴族同士の贈り物に相応しいとみなされていた。ヘンリー5世はモンマスの生まれだが、シェイクスピアが1599年に書いた『ヘンリー五世』にはモンマス帽に触れたくだりがある。
1620年代、マサチューセッツ湾植民地の出資者たちは、入植者たちの衣類の一部としてモンマス帽（「厚く、暖かく、手や足で叩いて仕上げられ、水夫達に愛用されている」）を注文している。ダニエル・デフォーは1712年の『大英帝国全土旅行記』で、主にオランダ人水夫が被るものとしてモンマス帽を記している。ロシアのピョートル1世は、1697年に東インド会社で働いた折、モンマス帽を被っている。この絵はサンクトペテルブルクのエルミタージュ美術館に保存されている。
「モンマス帽」はますますモンマス以外の土地で製造されるようになり、一般名詞化していった。コヴェントリーのような他の場所では違ったバリエーションの帽子が作られ、また似たような帽子は単に "knitted caps"（ニット帽）、"Kilmarnock cauls（キルマーノック・カウル）"、"Scotch bonnets"、"watch caps（見張り役の帽子） "とも呼ばれる。

## 構造
モンマス帽は数え切れないほど多量に生産されたが、それらは比較的安価で、糸がほどけ易かったため、現存するものは少ない。写真に示した濃茶色の帽子（モンマス博物館所蔵）はその一例であり、環状の取っ手が付き、きめの粗い二層のウールからなっている。下縁の部分は、端を折り上げ編み込むことで仕上げてある。頂に向けて列ごとに編み目を減らしてゆき、頂の編み目は6目となり、そこにボタンが取り付けられている。どの帽子もフェルトで防水加工され、それによってサイズが縮んでいる。この帽子の中心から縁までのサイズは 12.7〜15.24 センチメートル（5〜6 インチ）といったところである。
同様の帽子は、歴史再演を行なう組織が今も製作している。

## モンマス・キャップ・イン
「モンマス・キャップ・イン」は、アバーガベニーとヘレフォードを結ぶ主要道A465ロード沿い、モノウ川に面すスランギアにあったコーチング・インである。モノウ川はヘレフォードシャーとモンマスシャーの境にあたる。この宿はケントチャーチの地主の地所であり、小修道院の廃墟に隣接していた。宿はもう無くなったが、その名は地名として残っている。

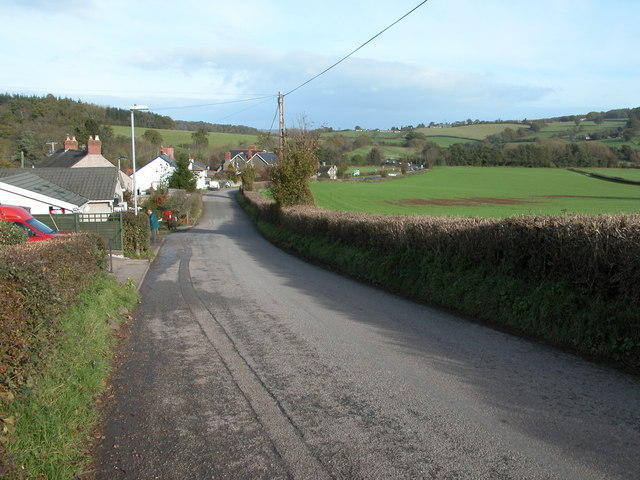
「モンマス・キャップ」と呼ばれる一角